# Johannes Fabricius
Johannes Fabricius (hay Johann Fabricius) (1587-1616) là nhà thiên văn học người Đức. Ông là con của David Fabricius. Ông cùng Christoph Scheiner và Galileo Galilei quan sát thấy các vết đen của Mặt Trời
. Tuy nhiên, không giống như Galilei liều lĩnh nhìn thẳng vào Mặt Trời qua kính viễn vọng, hai người kia đã nhìn gián tiếp thông qua buồng tối.